# Mačina
Mačina (en serbe cyrillique : Мачина) est un village de Serbie situé dans la municipalité de Prokuplje, district de Toplica. Au recensement de 2011, il comptait 48 habitants.
Mačina est également connue sous le nom de Donja Mačina.

## Démographie
| 1948 | 1953 | 1961 | 1971 | 1981 | 1991 | 2002 | 2011 |
| ---- | ---- | ---- | ---- | ---- | ---- | ---- | ---- |
| 255  | 284  | 259  | 186  | 149  | 103  | 67   | 48   |

|  |